# Lasius morisitai
Lasius morisitai är en myrart som beskrevs av Takeo Yamauchi 1979. Lasius morisitai ingår i släktet Lasius och familjen myror. Inga underarter finns listade i Catalogue of Life.